# CXCL9
CXCL9 (англ. C-X-C motif chemokine ligand 9) – білок, який кодується однойменним геном, розташованим у людей на короткому плечі 4-ї хромосоми.  Довжина поліпептидного ланцюга білка становить 125 амінокислот, а молекулярна маса — 14 019.
| 10         |  | 20         |  | 30         |  | 40         |  | 50         |
| ---------- |  | ---------- |  | ---------- |  | ---------- |  | ---------- |
| MKKSGVLFLL |  | GIILLVLIGV |  | QGTPVVRKGR |  | CSCISTNQGT |  | IHLQSLKDLK |
| QFAPSPSCEK |  | IEIIATLKNG |  | VQTCLNPDSA |  | DVKELIKKWE |  | KQVSQKKKQK |
| NGKKHQKKKV |  | LKVRKSQRSR |  | QKKTT      |  |            |  |            |

A: Аланін

C: Цистеїн

D: Аспарагінова кислота

E: Глутамінова кислота

F: Фенілаланін

G: Гліцин

H: Гістидин

I: Ізолейцин

K: Лізин

L: Лейцин

M: Метіонін

N: Аспарагін

P: Пролін

Q: Глутамін

R: Аргінін

S: Серин

T: Треонін

V: Валін

Кодований геном білок за функцією належить до цитокінів. 
Задіяний у такому біологічному процесі як запальна відповідь. 
Секретований назовні.